# 저신다 아던
저신다 케이트 로렐 아던(영어: Jacinda Kate Laurell Ardern, 1980년 7월 26일~)은 뉴질랜드의 정치인으로, 뉴질랜드 노동당 대표와 제40대 뉴질랜드 총리를 역임하였다.
2017년 8월부터 뉴질랜드 노동당 대표로, 2017년 10월 26일에는 뉴질랜드의 총리로 선출되었으며, 이는 헬렌 클라크 제37대 총리 이후 9년 만의 정권 교체이다. 최연소 뉴질랜드 노동당 대표이며, 1856년 총리에 오른 에드워드 스태퍼드(Edward Stafford)에 이어 역대 두 번째로 젊은 나이이며, 여성으로는 최연소의 나이로 총리가 되었다.
2020년 10월 실시된 총선에서 노동당이 단독 과반을 달성, 재선에 성공하였다.

## 어린 시절
아던은 17세에 노동당에 입당하였다. 이후 2001년 와이카토 대학교를 졸업한 이후, 헬렌 클라크 제37대 총리의 사무실에서 연구자로서 정치적 생활을 시작하였다. 이후 그녀는 영국의 토니 블레어 총리의 정책 고문으로 일하였다. 이후 아던은 2008년 청년층을 대표하는 노동당 비례대표로 국회에 입성했다. 4선을 지낸 이후, 2017년 37세의 나이로 노동당 역대 최연소 당수로 취임하였다.

## 역대 선거 결과
| 선거명      | 직책명                         | 대수 | 정당            | 득표율 | 득표수   | 결과 | 당락                        |
| ----------- | ------------------------------ | ---- | --------------- | ------ | -------- | ---- | --------------------------- |
| 2008년 선거 | 하원의원(와이카토 선거구)      | 49대 | 뉴질랜드 노동당 | 22.93% | 7,272표  | 2위  | 낙선                        |
| 2011년 선거 | 하원의원(오클랜드 선거구)      | 50대 | 뉴질랜드 노동당 | 43.23% | 14,321표 | 2위  | 낙선                        |
| 2014년 선거 | 하원의원(오클랜드 선거구)      | 51대 | 뉴질랜드 노동당 | 43.63% | 11,894표 | 2위  | 낙선                        |
| 2017년 선거 | 하원의원(마운트 앨버트 선거구) | 51대 | 뉴질랜드 노동당 | 77.40% | 10,495표 | 1위  | 마운트 앨버트 하원의원 당선 |
| 2017년 선거 | 하원의원(마운트 앨버트 선거구) | 52대 | 뉴질랜드 노동당 | 64.48% | 24,416표 | 1위  | 마운트 앨버트 하원의원 당선 |
| 2020년 선거 | 하원의원(마운트 앨버트 선거구) | 53대 | 뉴질랜드 노동당 | 71.19% | 23,198표 | 1위  | 마운트 앨버트 하원의원 당선 |